# Óró sé do bheatha Bhaile
Óró sé do bheatha Bhaile är en Irländsk folksång. Den populariserades i samband med påskupproret 1916 när den sjöngs av irländska rebeller. den tros härstamma från Jakobitupproren och ska ha sjungits för att välkomna Karl Edvard Stuart som enligt irländarna skulle driva ut engelsmännen. 
Under påskupproret populariserades den igen under nya sångtexter skrivna av Padraig Pearse. Hans sångtexter är de som brukar sjungas idag.

## Sångtexter (1916)[3]
'Sé do bheatha, a bhean ba léanmhar,
Do b' é ár gcreach thú bheith i ngéibheann,
Do dhúiche bhreá i seilbh méirleach,
Is tú díolta leis na Gallaibh.
Óró, sé do bheatha 'bhaile,
Óró, sé do bheatha 'bhaile,
Óró, sé do bheatha 'bhaile
Anois ar theacht an tsamhraidh.
Tá Gráinne Mhaol ag teacht thar sáile,
Óglaigh armtha léi mar gharda,
Gaeil iad féin is ní Frainc ná Spáinnigh,
Is cuirfidh siad ruaig ar Ghallaibh.
Óró, sé do bheatha 'bhaile, (x3)
Anois ar theacht an tsamhraidh.
A bhuí le Rí na bhFeart go bhfeiceam,
Mura mbeam beo ina dhiaidh ach seachtain,
Gráinne Mhaol agus míle gaiscíoch,
Ag fógairt fáin ar Ghallaibh.
Óró, sé do bheatha 'bhaile, (x3)
Anois ar theacht an tsamhraidh.